# 캐런 암스트롱
캐런 암스트롱(Karen Armstrong, OBE FRSL, 1944년 11월 14일 ~ )은 비교 종교에 관한 책으로 유명한 영국 작가이자 아일랜드 카톨릭 혈통의 평론가이다. 전 로마 카톨릭 수녀였던 그녀는 보수주의자에서 보다 자유롭고 신비로운 기독교 신앙으로 전향했다. 수녀원에서 영어를 전공하는 동안 옥스포드의 세인트앤스칼리지에 다녔다. 1969년에 수녀원을 떠났다. 그녀의 작품은 연민의 중요성과 황금률과 같은 주요 종교의 공통점에 중점을 둔다.
암스트롱은 2008년 2월에 미화 10만 달러의 TED상을 받았다. 그녀는 그 기회를 이용하여 이듬해에 공개된 연민 헌장을 만들 것을 촉구했다.

## 같이 보기
- 아브라함 종교